# Кеге Марі
Кеге Марі (*д/н–1870) — фаама держави Бамбара в 1862—1870 роках.

## Життєпис
Походив з династії Нголосі. Молодший син фаами Монсона Діарри. 1855 року повалив свого брата Торокоро Марі, що 1854 року став перед новим фаамою, за намір укласти мир з Імперією тукулерів. Втім не захопив трон, передавши його більш старшому братові Веталі Алі. Останній у 1860 і 1861 роках зазнав нищівної поразки від Омара Талла, альмамі тукулерів, внаслідок чого останній захопив столицю імперії Сегу — Сікоро.
Ветала Алі загинув 1862 року, після чого Кере Марі було оголошено новим фаамою бамбара. Він заснував нову столицю в Туні, звідки продовжив боротьбу проти Ахмаду Талла, імама Сегу, якого призначив на захоплених землях альмамі Омар. 1864 року після загибелі останнього успішно діяв проти Імперії тукулурів до 1870 року, коли помер. Йому спадкував небіж Нінемба Діарра.